# Chấn thương não
Tổn thương não hoặc chấn thương não (tiếng Anh: brain injury, viết tắt BI) là sự phá hủy hoặc thoái hóa của các tế bào thần kinh (nơron) trong não. Trong tổn thương não, thì chấn thương có thể huỷ hoại hoặc làm suy giảm cả khối nơron ở trong não do tác nhân vật lí, hoá học, v.v. nhưng không luôn đi kèm tổn thương hộp sọ (phân biệt với chấn thương sọ não là tổn thương não có tổn thương ở cả hộp sọ).
Chấn thương não xảy ra do rất nhiều yếu tố tác động bên trong và bên ngoài, chẳng hạn như do tác động vật lí (bị ngã, sét đánh), tác động hoá học (chất độc hoặc tích tụ bất thường chất chuyển hoá), tác động sinh học (do vi khuẩn, virut). Tuy nhiên, tổn thương não liên quan nhiều đến các tác nhân vật lí gây ra nhiều hơn là các tác nhân hoá học thường gây ra nhiễm độc thần kinh (neurotoxicity).
Một loại phổ biến với số lượng chấn thương nhiều nhất là chấn thương sọ não (TBI) sau chấn thương thực thể hoặc chấn thương đầu từ nguồn bên ngoài, và thuật ngữ chấn thương não nhận được (acquired brain injury - ABI) được sử dụng trong các vòng tròn thích hợp để phân biệt chấn thương não xảy ra sau khi sinh do chấn thương, từ một rối loạn di truyền, hoặc từ một rối loạn bẩm sinh. Chấn thương não nguyên phát và thứ phát xác định các quá trình liên quan, trong khi chấn thương não khu trú và lan tỏa mô tả mức độ nghiêm trọng và nội địa hóa.
Do các kết quả y tế, phục hồi chức năng gần đây và các kết quả liên tục về sự dẻo dai thần kinh trong cơ học của bộ não của chúng ta dẫn đến việc sắp xếp lại hoạt động của não. Những điều này thường dẫn đến các khớp thần kinh sắp xếp các tuyến đường thay thế, để đạt được các thói quen trước đó. Thần kinh là khả năng tự tổ chức lại của não bằng cách hình thành các kết nối thần kinh mới trong suốt cuộc đời. Thần kinh cho phép các tế bào thần kinh (tế bào thần kinh) trong não bù đắp tổn thương và bệnh tật và điều chỉnh các hoạt động của chúng để đáp ứng với các tình huống mới hoặc thay đổi trong môi trường của chúng.
Chấn thương não nguyên phát và thứ phát xác định các quá trình liên quan, trong khi chấn thương não khu trú và lan tỏa mô tả mức độ nghiêm trọng và nội địa hóa.
Do các kết quả y tế, phục hồi chức năng gần đây và các kết quả liên tục về sự dẻo dai thần kinh trong cơ học của bộ não của chúng ta dẫn đến việc sắp xếp lại hoạt động của não. Những điều này thường dẫn đến các khớp thần kinh sắp xếp các tuyến đường thay thế, để đạt được các thói quen trước đó. Thần kinh là khả năng tự tổ chức lại của não bằng cách hình thành các kết nối thần kinh mới trong suốt cuộc đời. Thần kinh cho phép các tế bào thần kinh (tế bào thần kinh) trong não bù đắp tổn thương và bệnh tật và điều chỉnh các hoạt động của chúng để đáp ứng với các tình huống mới hoặc thay đổi trong môi trường của chúng.